# Butakova
Butakova (en rus: Бутакова) és un poble de l'óblast de Sverdlovsk, a Rússia, segons el cens del 2010 tenia 221 habitants.